# Izotopi helija
Trenutno je znanih 9 helijevih izotopov, od 2He do 10He. 3He in 4He sta edina stabilna izotopa. Helij-3 je sestavljen iz dveh protonov in enega nevtrona ter je tako eden izmed dveh stabilnih izotopov, ki ima več protonov in nevtronov (drugi je protij) ter edini stabilni izotop z masnim številom 3. 4He je drugi stabilni izotop ter ima v jedru dva protona in nevtrona. Imenuje se tudi didevteron, saj je sestavljen iz dveh jeder devterija. Za tako nizko masno število ima zelo veliko energijo vezanja na nukleon (7074 keV), kar je vzrok, da noben izotop z masnim številom 5 ni stabilen in je posledično tako veliko atomov v vesolju ostalo vodik in helij. Poleg njiju naj bi se v naravi pojavljal še helij-2, imenovan tudi diproton. Njegov obstoj še ni povsem dokazan, vendar je velika verjetnost, da obstaja. V naravi naj bi nastal, ko helij-4 v kozmičnih žarkih trči v vodik v vesolju ali višjih slojih atmosfere. Poleg tega je ključen pri proton-proton fuziji v zvezdah. Nastane s fuzijo dveh protijevih jeder (protonov). Iz hitrosti te pretvorbe lahko izračunamo, kolikokrat razpade na devterij. Ostala dva izotopa se prav tako pojavljata v fuziji; 3He nastane s fuzijo dveh jeder devterija, 4He pa s fuzijo dveh jeder helija-3. 
Izotopi 5He – 10He so bili prizvedeni sintetično. Vsi imajo zelo kratke razpolovne dobe, ki so zelo dober prikaz tega, da so izotopi s sodim številom nevtronov bolj stabilni. Izotopi s sodim številom nevtronov imajo razpolovni čas nekaj milisekund, tisti z lihim pa nekaj zeptosekund. Izjemi sta 5He in 10He, ki sta oba manj stabilna, kot bi pričakovali. 5He ima le en nevtron več kot zelo stabilni 4He, zato ima veliko težnjo po temu, da se ga znebi. 10He ima veliko preveč nevtronov in čeprav jih je magično število, to povzroči, da razpade praktično takoj.
Jedro helija-4 nastane tudi pri alfa razpadu.

## Uvod
Vsak element ima točno določeno število protonov, lahko pa se njegovi atomi razlikujejo v številu nevtronov. Nuklidom, ki imajo isto število protonov, vendar se razlikujejo v številu nevtronov, pravimo izotopi. Če se še bolj poglobimo, lahko za nekatere izotope ločimo tudi njegove izomere. V grobem imajo različni izotopi elementa enake kemijske lastnosti, vendar se razlikujejo v fizikalnih lastnostih. Običajno razmerje med nevtroni in protoni je pri nižjih elementih približno 1, vendar ko se približujemo težjim elementom, se razmerje začne večati. Kljub temu poznamo izotope, ki imajo dvakrat toliko nevtronov, kolikor protonov. Če moramo označiti, da nekje potrebujemo točno določen izotop elementa, se njegovo masno število zapiše nadčrtano pred simbolom, na primer, atom helija z masnim številom 3 bi zapisali kot 3He, ali helij-3, kar je bolj pogosta zapisa izotopa v besedilu.
V naravi najbolj razširjeni izotopi elementov so po večini stabilni, vendar predstavljajo le majhen delež vseh izotopov. Za vsak element poznamo tudi radioaktivne izotope – tako poznamo radioaktiven ogljik, radioaktivno železo, radioaktivno zlato. Čeprav se od teh elementov v naravi pojavlja radioaktivni izotop ogljika, 14C, in železa, 60Fe, ju je v naravi zelo malo in je nevarnost minimalna. Radioaktivni izotopi zlata so bili ustvarjeni le v laboratorijih, zato je vse naravno zlato stabilno.
Za izračun relativne atomske mase elementa moramo poznati atomske mase vseh izotopov, ki se pojavljajo v naravi ter njihovo razširjenost. Večini izotopov, ki se pojavljajo v naravi se da določiti izmed koliko atomi elementa bomo našli ta izotop. Tako dobimo podatke o razširjenosti izotopov, ki bi se morali sešteti do 1. Pri nekaterih elementih se razmerje med izotopi med kraji razlikuje, zato sta podani dve številki – minimalna in maksimalna vrednost. Nekaterim izotopom, ki se v naravi pojavljajo v izredno majhnih količinah, ne moremo natančno določiti, zato je podan le podatek, da se element pojavlja v sledovih. Teh izotopov se v izračunu ne upošteva, saj bi v vsakem primeru imeli zelo majhen vpliv. Taki izotopi so radioaktivni in običajno nastanejo s kozmičnim sevanjem ali razpadom radioaktivnih izotopov. Izotopi, ki se v naravi ne pojavljajo, so sintetični in se jih v izračun ne vključuje. Atomsko maso elementa se izračuna tako, da se atomsko maso vsakega izotopa pomnoži z njegovo razširjenostjo v naravi in jih nato seštejemo. Tako dobimo povprečno atomsko maso vseh atomov elementa, ki se pojavljajo v naravi.
Umetne izotope dobimo tako, da naravnim izotopom dodamo ali odvzamemo protone ali nevtrone ali celo večje dele nuklida. Umeten izotop lahko opazimo tudi pri razpadu drugih umetnih izotopov; najbolj poznana izotopa, pridobljena na tak način, sta 2Nt in 2He. Umetni izotopi so vsi radioaktivni in zelo hitro razpadejo. Izotopi lahko razpadejo na več načinov. Glavni trije razpadi so alfa, beta in gama razpad, obstajajo pa tudi drugi. Kako bo razpadel nek izotop je odvisno od tega, kakšno je njegovo razmerje med nevtroni in protoni. Če je premalo nevtronov, bo razpadel na takšen način, da se bo znebil protona. Tak je na primer beta plus razpad, ki proton spremeni v nevtron. Če je nevtronov preveč, se bo želel znebiti nevtrona, na primer z beta minus razpadom. Če je razmerje hudo preveliko ali premajhno, lahko izotop izvrže enega ali več nevtronov oz. protonov. Če je izotop na splošno pretežak (težji od svinca, ki je najtežji stabilni izotop), se želi znebiti tako protonov kot nevtronov, zato izvrže jedro helija-4 (2 protona in 2 nevtrona), kar je znano kot razpad alfa. Ker ta način zmanjša vrstno število le za 2, se pri mnogih izotopih to mora zgoditi večkrat, da postanejo stabilni. Tako dobimo razpadne verige izotopov, ki kažejo razpad določenega izotopa. Pri nizkem masnem številu so verige sorazmeroma krajše, za supertežke izotope pa so najdaljše. Isti izotop lahko razpade tudi na več načinov – tako govorimo o vejah razpadne verige.
Pri določanju možnosti, ali je izotop stabilen, poleg razmerja med protoni in nevtroni upoštevamo tudi, dva druga dejavnika:  prvi je t. i. magična števila, pri katerih je večja možnost za stabilnost. Ta števila so 2, 8, 20, 28, 50 in 82 za protone in nevtrone ter še 126 za število nevtronov. Izotopi s takim številom nevtronov in protonov bi morali biti bolj stabilni od ostalih. Ta števila so vsa parna, saj na splošno velja, da je izotop s sodim številom nevtronov in protonov bolj stabilen kot tisti z lihim. V bistvu obstajajo le štirje stabilni izotopi z lihim številom tako protonov kot nevtronov.
Izotopov elementa se običajno ne poimenuje, vendar so kljub temu nekateri poimenovani. Drugo ime za 1H je protij, za 2H devterij in za 3H tritij. Ti trije vodikovi izotopi so tudi edini, ki imajo svoje simbole (P, D in T). Poleg teh so poimenovani tudi izotopi, izključno iz nevtronov ali protonov. Tako poznamo mononevtron (1Nt), dinevtron (2Nt) … ter monoproton (1H), diproton (2He) itd. 1H ima tako dve poimenovanji, protij in monoproton.

## Seznam
| He – 4,002 602(2) | He – 4,002 602(2) | He – 4,002 602(2) | He – 4,002 602(2)             | He – 4,002 602(2) | He – 4,002 602(2) | He – 4,002 602(2) | He – 4,002 602(2) | He – 4,002 602(2) | He – 4,002 602(2) | He – 4,002 602(2)  | He – 4,002 602(2) | He – 4,002 602(2)    | He – 4,002 602(2)    | He – 4,002 602(2) |
| Izotop            | Z                 | N                 | Ar (amu)                      | Evez/A (keV)      | Spin              | Leto odkritja     | Razpad            | Razpad            | Razpad            | Razpad             | Razpad            | Pojavljanje v naravi | Pojavljanje v naravi |                   |
| Izotop            | Z                 | N                 | Ar (amu)                      | Evez/A (keV)      | Spin              | Leto odkritja     | t½                | Vrsta             | %                 | Takojšnji produkti | Stabilni produkti | %                    | CIAAW                |                   |
| ----------------- | ----------------- | ----------------- | ----------------------------- | ----------------- | ----------------- | ----------------- | ----------------- | ----------------- | ----------------- | ------------------ | ----------------- | -------------------- | -------------------- | ----------------- |
| 2He               | 2                 | 0                 | 2,015894                      |                   | 0+                | 2000              | < 1 ns            | p                 | > 99              | 1H                 | 1H                | v sledovih           |                      |                   |
| 2He               | 2                 | 0                 | 2,015894                      | β+                | 0+                | 2000              | < 1 ns            | 10−28             | 2H                | 2H                 |                   | v sledovih           |                      |                   |
| 3He               | 2                 | 1                 | 3,01602932265 ± 0,00000000022 | 2572,68           | ½+                | 1934              | Stabilen          | Stabilen          | Stabilen          | Stabilen           | Stabilen          | 0,000134 ± 3         | 0,000002(2)          |                   |
| 4He               | 2                 | 2                 | 4,00260325413 ± 0,00000000006 | 7073,915          | 0+                | 1908              | Stabilen          | Stabilen          | Stabilen          | Stabilen           | Stabilen          | 99,999866 ± 3        | 0,999998(2)          |                   |
| 5He               | 2                 | 3                 | 5,012057 ± 0,000021           | 5512 ± 4          | 3/2−              | 1937              | 700 ± 30 ys       | 2n                | 100               | 3He, 1Nt           | 3He, 1H           | sintetičen           |                      |                   |
| 6He               | 2                 | 4                 | 6,01888589 ± 0,00000006       | 4878,519 ± 0,009  | 0+                | 1936              | 806,92 ± 0,24 ms  | β−                | > 99              | 6Li                | 6Li               | sintetičen           |                      |                   |
| 6He               | 2                 | 4                 | 6,01888589 ± 0,00000006       | 4878,519 ± 0,009  | 0+                | 1936              | 806,92 ± 0,24 ms  | β−, d             | 0,000165 ± 10     | 4He, 2H            | 4He, 2H           | sintetičen           |                      |                   |
| 7He               | 2                 | 5                 | 7,027991 ± 0,000008           | 4123,1 ± 1,1      | 3/2−              | 1967              | 3,1 ± 0,4 zs      | n                 | 100               | 6He, 1Nt           | 6Li, 4He, 2H, 1H  | sintetičen           |                      |                   |
| 8He               | 2                 | 6                 | 8,03393439 ± 0,0000001        | 3924,520 ± 0,011  | 0+                | 1987              | 119,1 ± 1,2 ms    | β−                | 83,1 ± 1          | 8Li                | 4He               | sintetičen           |                      |                   |
| 8He               | 2                 | 6                 | 8,03393439 ± 0,0000001        | 3924,520 ± 0,011  | 0+                | 1987              | 119,1 ± 1,2 ms    | β−, n             | 16 ± 1            | 7Li, 1Nt           | 7Li, 1H           | sintetičen           |                      |                   |
| 8He               | 2                 | 6                 | 8,03393439 ± 0,0000001        | 3924,520 ± 0,011  | 0+                | 1987              | 119,1 ± 1,2 ms    | β−, t             | 0,9 ± 1           | 5He, 3H            | 3He, 1H           | sintetičen           |                      |                   |
| 9He               | 2                 | 7                 | 9,04395 ± 0,00005             | 3349 ± 5          | ½−                | 1987              | 8 ± 5 zs          | n                 | 100               | 8He, 1Nt           | 7Li, 4He, 3He, 1H | sintetičen           |                      |                   |
| 10He              | 2                 | 8                 | 10,05282 ± 0,0001             | 2995 ± 9          | 0+                | 1994              | 3,1 ± 2 zs        | 2n                | 100               | 8He, 1Nt           | 7Li, 4He, 3He, 1H | sintetičen           |                      |                   |